# 7747 Michałowski
7747 Michałowski è un asteroide areosecante. Scoperto nel 1987, presenta un'orbita caratterizzata da un semiasse maggiore pari a 2,2940384 UA e da un'eccentricità di 0,2742085, inclinata di 5,04930° rispetto all'eclittica.